# Under Cover (Ozzy Osbourne)
Under Cover è un album di cover del cantante britannico Ozzy Osbourne, pubblicato il 1º novembre 2005 dalla Epic Records.

## Descrizione
È un disco di reinterpretazioni di celebri brani di vari gruppi rock degli anni sessanta e anni settanta. L'edizione giapponese contiene come traccia bonus la versione di Ozzy in duetto con la figlia Kelly del brano dei Black Sabbath Changes, già pubblicata nel 2003 nel terzo album da solista di Kelly Shut Up.
Alla realizzazione dell'album hanno contribuito, oltre allo storico batterista di Ozzy Mike Bordin, il chitarrista Jerry Cantrell degli Alice in Chains e il bassista Chris Wyse.

## Tracce
1. Rocky Mountain Way - 4:32 - originariamente interpretata da Joe Walsh
2. In My Life - 3:30 - originariamente interpretata dai The Beatles
3. Mississippi Queen - 4:11 - originariamente interpretata dai (Mountain
4. Go Now - 3:42 - originariamente interpretata dai The Moody Blues
5. Woman - 3:45 - originariamente interpretata da John Lennon
6. 21st Century Schizoid Man - 3:53 - originariamente interpretata dai King Crimson
7. All the Young Dudes - 4:34 - originariamente interpretata dai Mott the Hoople
8. For What It's Worth - 3:21 - originariamente interpretata da Stephen Stills
9. Good Times - 3:45 - originariamente interpretata dai The Animals
10. Sunshine of Your Love - 5:10 - originariamente interpretata dai Cream
11. Fire - 4:09 - originariamente interpretata da Arthur Brown
12. Working Class Hero - 3:22 - originariamente interpretata da John Lennon
13. Sympathy for the Devil - 7:11 - originariamente interpretata dai The Rolling Stones

Traccia bonus nell'edizione giapponese
1. Changes (feat. Kelly Osbourne) - 4:07 - originariamente interpretata dai Black Sabbath

## Formazione
Gruppo
- Ozzy Osbourne - voce
- Jerry Cantrell - chitarra
- Chris Wyse - basso
- Mike Bordin - batteria

Ospiti
- Ian Hunter - voce in All The Young Dudes
- Leslie West - assolo di chitarra in Mississippi Queen
- Robert Randolph – pedal steel guitar in Sympathy for the Devil, assolo di chitarra in 21st Century Schizoid Man
- Kelly Osbourne - voce in Changes

Musicisti aggiuntivi
- Bogie Bowles
- Bruce Sugar
- Gregg Bissonette
- James Mastro
- Jim Cox
- Joe Bonamassa
- Louis Conte
- Madison Derek
- Mark Hudson
- Michael Landau
- Molly Foote
- Paul Santo
- Sarah Hudson
- Steve Dudas
- Tabby Callaghan